# هللويا

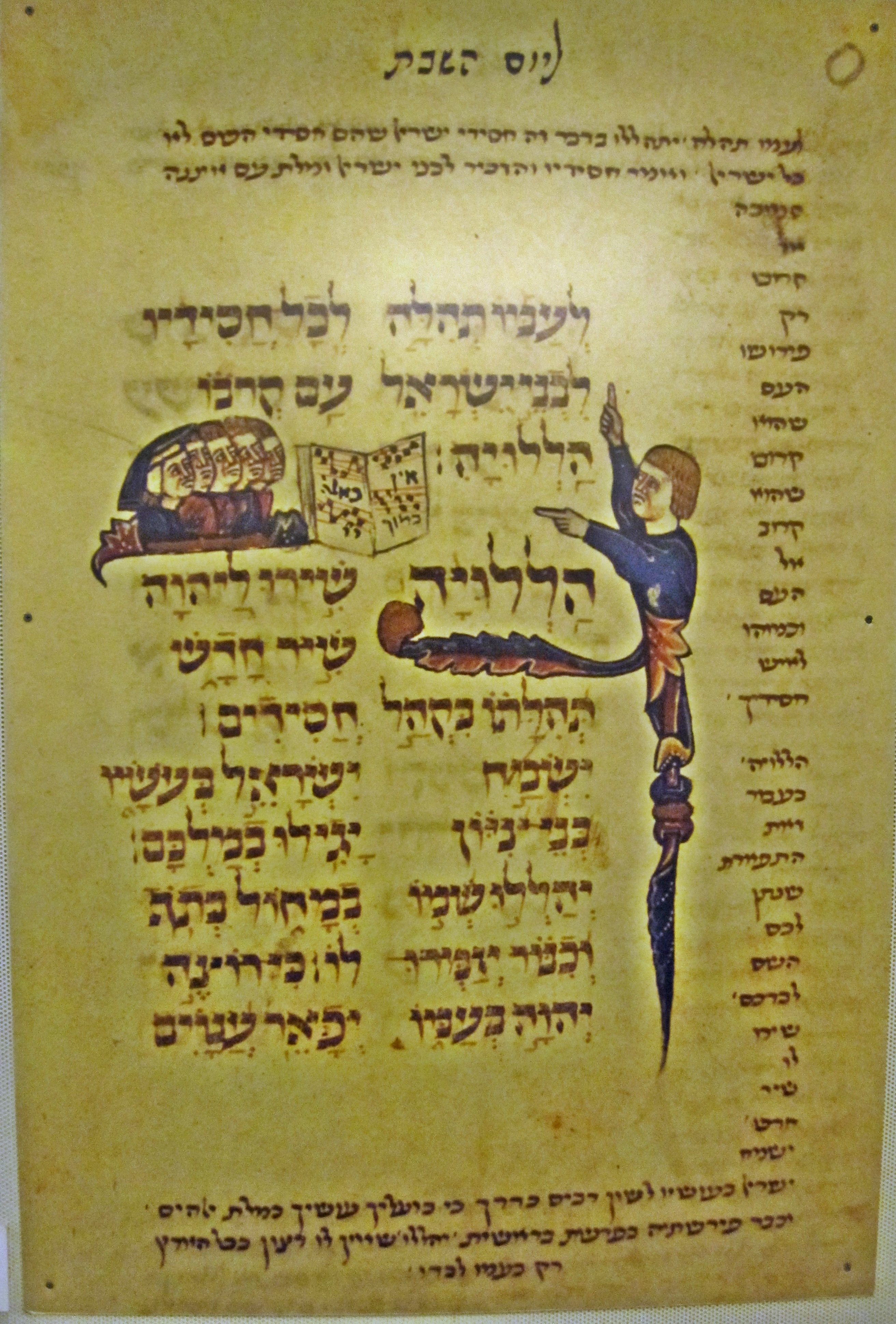
مخطوطة فرنسية للمزمور 149 تظهر كلمة "هللويا" بجانب وجه الرجل يشير إلى الكلمات.

هاليلويا أو هللويا عبارة عبرانية مؤلفة من كلمتين في اللغة العبرانية (الأولى: (بالعبرية: הַלְלוּ) (المعنى سبحوا) و (الثانية: (بالعبرية: יָהּ)) (المعنى اسم الرب: يهوه) لتصبح «سبحوا يهوه» وهي عبارة للتسبيح والحمد للرب. وأيضاً استخدم المصطلح 24 مرة في المزامير ومرتين في الأسفار القانونية الثانية وأربع مرات في سفر رؤيا يوحنا اللاهوتي. من المزامير التي وضعت العبارة في مطلعها أو خاتمتها (مزامير 106 و 111- 113 و 117 و 135).
كما ورد التسبيح في سفر الرؤيا (رؤيا 19: 1 و 3 و 4 و 6)، ونسبة إليها سميت المزامير الستة من (112- 118) بالهليل، لأنها مزامير تسابيح، وكانت ترنم في الأعياد والمواسم والأهلة.
لا تزال الكلمة اليوم ترمز إلى التسبيح، واشتقت منها الأفعال في معظم لغات الأرض، وترنم في المواسم وفي ألحان موسيقية مشهورة.

## التأثيل
الكلمة تأتي من اللغة الآرامية. وبحسب التفسير العبري، فهي تتألف من جزأين: «هلل» و «يه». الجزء الأول يترجم حرفيًا على أنه «سبِّح» أو هلل والثاني هو اختصار لكلمة «يهوه»، والتي تُترجم إلى «الله». هللويا تعني الحمد لله أو سبِّحُوا الله. يفسر البعض هذا المصطلح على أنه «الحمد لله»، «عظيم هو إلهنا». يمكن أن يكون للكلمة معانٍ عديدة، لكن معناها واحد وهو الامتنان لله، والاعتراف بعظمته.
في الكتاب المقدس العبري، ترد الكلمة 24 مرة و 23 مرة في سفر المزامير. هللويا تحدث 4 مرات فقط في جزء العهد الجديد من الكتاب المقدس.

## استخدام الكلمة
تستخدم هلليلويا من قبل الكاثوليك في الحالات الاتية:
- قبل قراءة الإنجيل.
- بينما يغني المزامير.
- بعد القداس.

لا توجد قيود صارمة على استخدام الكلمة. يمكن نطقها بحرية عندما تريد، ولكن في الحالات المذكورة أعلاه، يجب استخدامها. لكن هلليلويا لا تغنى في الجنازة.
تستخدم الكلمة في الأرثوذكسية أثناء:
القداس الإلهي (عند أداء المدخل الصغير أو المدخل بالإنجيل - مرور الكاهن أو الشماس عبر الباب الجانبي إلى أبواب المذبح أثناء الخدمة).
في نهاية تلاوة المزامير يقولون أيضًا «هللويا». في غير أيام العيد من الصوم المركزي في الصلاة الصباحية، تحل كلمة «هللوجة» محل بعض الكلمات الأخرى.